# La Plata (Huila)
La Plata es un municipio colombiano localizado en el suroccidente del departamento del Huila. Está ubicado en las estribaciones de la Cordillera Central bañados por las aguas de los ríos Aguacatal, la Plata y Páez. Su extensión territorial de 854 km², su altura de 1118 metros sobre el nivel del mar y su temperatura promedio de 24 °C. Es el cuarto municipio más poblado del departamento del Huila, después de Neiva, Pitalito y Garzón. Es considerado como puerto de conexión con el departamento del Cauca.
Cuenta con una población de 82.220 habitantes de acuerdo con proyección del DANE para año 2019. Hace parte de la región Suboccidente del departamento del Huila. Su actividad economía se basa en el producción agrícola siendo el arroz, café, plátano, cacao, maíz, caña, fríjol, papa; y algunos frutales como lulo, tomate de árbol y mora (Los cultivos de mayor producción). Además la ganadería, el sector pecuario y los servicios turísticos son sistemas productivos importantes del municipio.
Es conocido como la "Villa de San Sebastián de La Plata" y tiene como apelativo «Paraíso Folclórico del Huila» por ser un territorio que cuna de las tradiciones propias del Huila en cuanto a música y baile, especialmente de bambuco.

## División Político-Administrativa
Además de su Cabecera municipal. La Plata tiene bajo su jurisdicción los siguientes Centros poblados:
- Belén
- Gallego
- Monserrate
- San Andrés
- San Vicente
- Villa Losada

## Historia
A la llegada de los españoles la región estaba habitada por los indígenas paeces y yalcones.
La fundación española y conformación como municipio data del 5 de junio de 1651 por el Capitán Diego de Ospina y Maldonado, fecha en la cual se organiza la parroquia de San Sebastián de La Plata. 
A través del tiempo, el poblado había sido testigo de tres intentos de fundación, no oficiales para la corona, la primera dada por la insurrección contra la Corona española el 22 de octubre de 1553; la segunda debida a la extracción y al comercio de la plata a comienzos de 1554 y la tercera debido a la destrucción por parte de los indígenas paeces, andaquíes y yalcones, el 17 de junio de 1577. Sin embargo, desde 1651 se considera que existe como una mera parroquia de paso. La fundación se atribuye tanto al paso de Sebastián de Belalcázar por las tierras del Cauca en la búsqueda de El Dorado bajo la conexión entre Santafé y Quito, así como el interés de los españoles al producirse el hallazgo de minas de plata existentes en esta área.
Este es un pueblo histórico, donde Simón Bolívar estuvo varias veces en una de las haciendas cercanas. En el lugar existe un sitio de peregrinaje religioso llamado La Quiebra Milagrosa. además de que aquí fue donde Liborio Mejía fue muerto en combate en la Batalla de La Plata en donde el comandante realista Carlos Tolrá.

## Geografía física
El Municipio de La Plata limita con:

Noroeste: Departamento del Cauca
| Norte: Departamento del Cauca   | Noreste: Departamento del Cauca (Colombia) |                                        |
| Oeste: Departamento del Cauca,  |                                            | Este: Municipio de Paicol (Huila)      |
| Suroeste:Departamento del Cauca | Sur: Municipio de La Argentina (Huila)     | Sureste: Municipio de El Pital (Huila) |

## Sitios de interés general y cultural
Los principales lugares de interés son el parque nacional natural Puracé, la estatuaria monolítica de Moscopán, la estatuaria de Aguabonita, la laguna de San Rafael, la laguna de San Andrés, el río La Plata, el parque Custodio García Rovira, el parque de La Pola, la cascada La Azufrada, la cascada de La Candelaria, la cascada La Mona, las cascadas de Bedón y San Nicolás, los termales de San Sebastián, el templo local de San Sebastián, y el templo en piedra de San Andrés.

## Ecología
El ecosistema tiene un valor faunístico importante, presentándose una gran diversidad como aves, plantígrados (osos de anteojos), serpientes (cazadoras y coral), algunos felinos de tamaño menor (tigrillo) y otras especies menores.
La zona amortiguadora del parque nacional natural del Nevado del Huila, se constituye en el ecosistema de mayor importancia para el municipio de La Plata, representando por su biodiversidad, magnitud en zona boscosa y de alto potencial hídrico. 
San Isidro con una extensión de 412,5 ha, localizada en las veredas Horizonte, el Viso y la Florida entre los 2.400 y 2.700 m s. n. m., lo que corresponde al municipio y es compartida con el municipio de Teruel. Es un terreno baldío conformado por bosque secundario intervenido con especies de cedro negro, mantequillo, manzano, yarumo blanco, helecho arbóreo, palma boa, entre otros; además, existen algunas especies faunísticas como la pava güicha, tigrillo, cusumbo, zorros, ratones, ardillas, murciélagos, entre otros.

## Turismo
- Zona arqueológica de Dos Aguas: ubicada en la inspección de San Vicente
- Termales de San Sebastián
- Cascada de La Mona: toma el nombre por la fuente hídrica que la forma
- Reserva privada Meremberg: la ortografía original alemana es posiblemente Merenberg, nombre quizás dado por la localidad homónima en el estado federado Hesse en Alemania. Esta región es la mayor fuente hídrica del municipio, además existen bosques naturales de cedro, roble, yarumo, iguá rosado, encenillo, candelo y numerosas lagunas y pantanos.
- Cascada de La Candelaria: caída de más de 150 metros de altura.
- múltiples miradores.

## Economía

### Sector pecuario
Aprovecha dos franjas paralelas a las zonas cálida comprendidas entre los 460 m snm hasta 1.200 m snm y la zona fría de 1.800 a 2.500 m snm con un área total de 82.026 ha. Los principales sistemas productivos son la ganadería bovina de doble propósito, la piscicultura (cálido y frío), porcicultura y otros de menor importancia económica. 

### Sector agrícola
El sector agropecuario es uno de los renglones más importantes en la economía del municipio. Esta economía está representada principalmente por: arroz, café/plátano, banano, cacao/plátano, maíz, caña, fríjol, papa; y algunos frutales como lulo, tomate de árbol y mora. En las dos últimas décadas se ha caracterizado por la buena producción de café, resaltando la producción de cafés especiales que han ganado premios por su buena calidad de taza.

## Educación

### Colegios Públicos y privados
- Institución Educativa Diego De Ospina y Maldonado
- Institución Educativa Campestre San José
- Institución Educativa San Sebastián
- Institución Educativa Marillac
- Institución Educativa Santa Lucía
- Institución Educativa Técnico Agrícola
- Institución Educativa Luis Carlos Trujillo Polanco
- Institución Educativa El Carmelo
- Colegio Empresarial de los Andes
- Colegio Infantil Años Maravillosos
- Colegio Mundo Creativo
- Colegio Evita Rosso
- Liceo Moderno Plateño
- Instituto José Celestino Mutis
- Institución Educativa Misael Pastrana Borrero
- Institución educativa Cooperativo
- Institución educativa Policarpa Salavarrieta
- Institución Educativa Cansarrocines
- Institución Educativa Monserrate
- Institución Educativa San Vicente
- Institución Educativa Segovianas
- Institución Educativa Villa De Los Andes
- Institución Educativa Gallego
- Institución Educativa Villalosada
- Institución Educativa Las Acacias

### Educación superior
- Servicio Nacional de Aprendizaje SENA, Centro de Desarrollo Agroempresarial y Turístico del Huila CDATH
- Universidad Surcolombiana
- UNAD Universidad Nacional Abierta y a Distancia
- Corporación Técnica del Petróleo "CORPETROL"
- Universidad Católica de Colombia
- Universidad del Tolima (distancia presencial)
- Escuela Superior de Administración Pública

## Himno Municipio de La Plata

### Noches Plateñas
De perfumes y luceros
se va vistiendo la noche
mientras danzan con vaivenes
la cimeras y las flores
Con rumores corre el río
se adormecieron las aves
van floreciendo los lirios
los rosos y naranjales (bis).
Siempre voy recordando noches plateñas
y la gran acogida de la meseta
su señorío huilense doña Ana Julia
es el Tolima grande tradicional
El eco de la risas y las canciones
se vierten en murmullo desde la isla
imagen vigilante cual centinela
se levanta imponente San Sebastián
Cruza el aire en la noche
Fresco me azota la cara
son las brisas que vienen del Coconuco
o son brisas que vienen del Puracé
Que envuelven tradiciones allá en el Cauca
bellas Noches Plateñas no olvidaré.
Autor: Jorge Villamil

## Servicios públicos
- Energía Eléctrica: Electrohuila, es la empresa prestadora del servicio de energía eléctrica.
- Gas Natural: Alcanos de Colombia, es la empresa distribuidora y comercializadora de gas natural en el municipio.